# Latopis Hustyński
Latopis Hustyński – anonimowa kronika ruska powstała około 1670 r. Zachowała się w dziesięciu mniej lub bardziej kompletnych rękopisach. Pierwsze naukowe wydanie ogłoszono w 1843 r., w Petersburgu.

## Źródła dzieła i jego język
Latopis jest kompilacją Powieści minionych lat, Latopisu Kijowskiego, Latopisu Halicko-Wołyńskiego oraz polskich kronik Jana Długosza, Marcina Bielskiego, Marcina Kromera, Macieja Stryjkowskiego i Macieja z Miechowa.
Latopis napisany jest językiem cerkiewnosłowiańskim, ale spotykamy w nim sporo słów polskich i ukraińskich.

## Treść
Źródło przedstawia systemem rocznikarskim dzieje Rusi od legendarnego założenia Kijowa do 1597 r. Wymienia chronologicznie wielkich książąt kijowskich, a następnie kolejnych władców dzielnicowych ze szczególnym uwzględnieniem Rusi Halickiej i Księstwa Moskiewskiego. Omawia wojny jakie toczyli oni między sobą o tron kijowski, wrogami zewnętrznymi (Połowcy, Litwini, Jaćwingowie, Polacy, Mongołowie-Tatarzy), a także koligację między poszczególnymi gałęziami rodu Rurykowiczów i ich sąsiadami.
Z racji korzystania ze źródeł polskich znalazło się na kartach latopisu sporo informacji dotyczących historii Litwy (Mendog, Giedymin i ich następcy), Mołdawii (np. Stefan III Wielki), Polski (od Mieszka I) i takich, które można zaliczyć do „historii powszechnej”: wymienienie niektórych cesarzy bizantyjskich, papieży, wzmianka o Schizmie Zachodniej, I, II i III krucjacie, wynalezieniu broni palnej (1378), druku (1440), spaleniu Jana Husa (1415), wystąpieniu Marcina Lutra (1517), bitwie Timura Chromego pod Ankarą (1402) i innych.

## Wartość
Za samodzielne i w miarę wiarygodne części latopisu uchodzą zapiski począwszy od 1492 r. Dotyczą one walk Polski z Tatarami Krymskimi, hospodarami mołdawskimi i Księstwem Moskiewskim za Jana Olbrachta, Aleksandra Jagiellończyka i początkowych lat Zygmunta I Starego. Szczególne miejsce zajmuje tu ekskurs o pochodzeniu Kozaków zaporoskich, zaprowadzeniu kalendarza gregoriańskiego w Polsce (1582) i Unii Brzeskiej (1596).
Z fragmentów opisujących dzieje powszechne na uwagę zasługują zapiski o IV krucjacie, powstaniu i upadku Cesarstwa Łacińskiego, Unii Florenckiej (1439), zdobyciu Konstantynopola przez Turków (1453), utworzeniu Metropolii Moskiewskiej, powstaniu i śmierci Skanderbega.